# Leptacoenites notabilis
Leptacoenites notabilis là một loài tò vò trong họ Ichneumonidae.